# Вдовичка королівська
Вдовичка королівська (Vidua regia) — вид горобцеподібних птахів родини вдовичкових (Viduidae).

## Поширення
Вид поширений в Південній Африці. Ареал включає південь Анголи, північ та схід Намібії, південь Замбії, Ботсвану, Зімбабве, центрально-південний Мозамбік та північ ПАР. Живе у саванах з ізольованими деревами.

## Опис

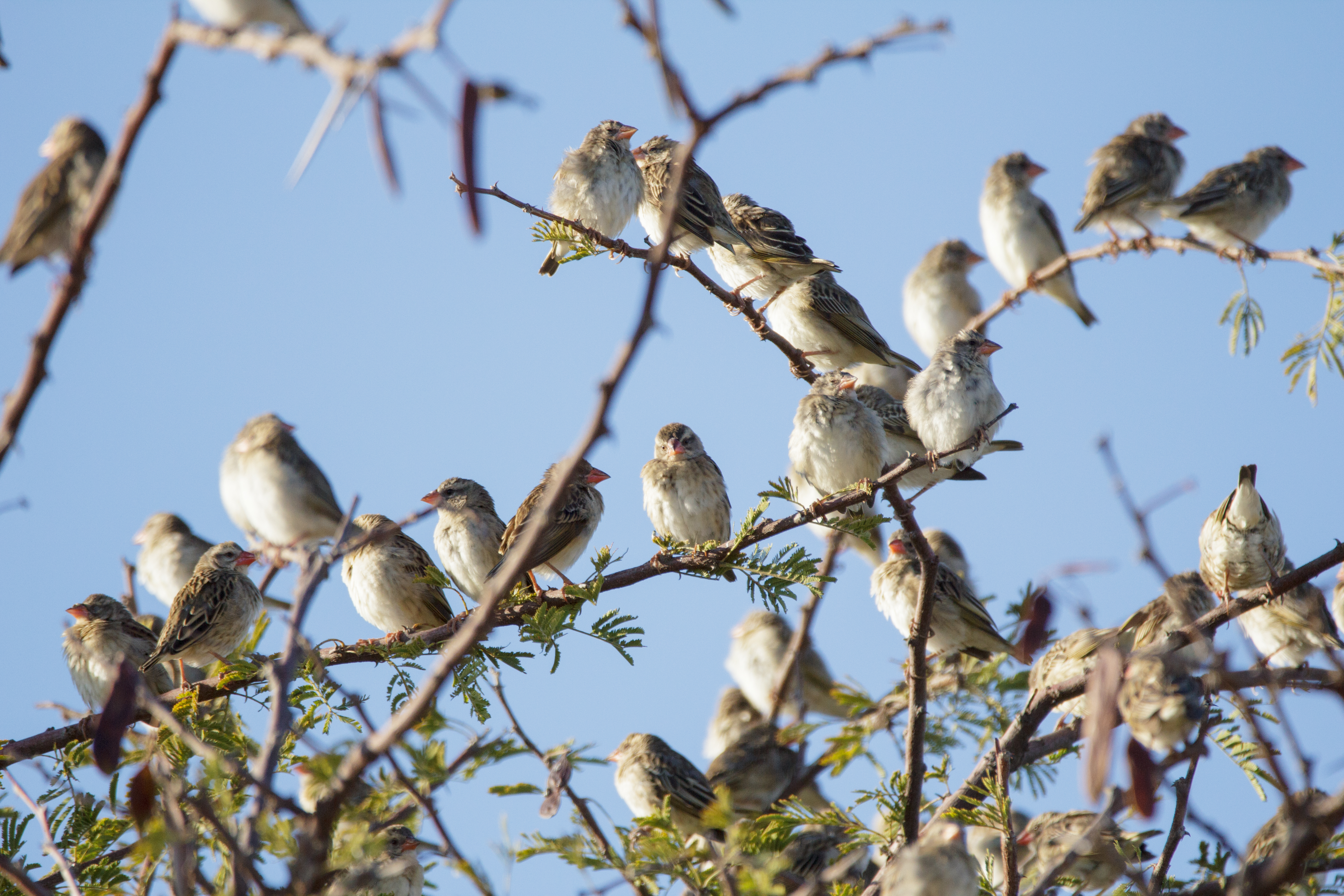
Самиці вдовички королівської

Дрібний птах, завдовжки 10-11 см, вагою 12-17 г. Це стрункий на вигляд птах, із закругленою головою, міцним і конічним дзьобом, загостреними крилами та хвостом з квадратним закінченням. У самців лоб, верхівка голови, шия, спина, крила, хвіст чорного кольору. У шлюбний період чотири центральних пір'їни стають довгими (27-30 см), жорсткими і тонкими, за винятком дистальної частини, яка збільшена. Горло, щоки, шия і груди бежевого кольору, а живіт і стегна помаранчеві. У самиць голова і верхня частина тіла коричневі, темніші на крилах і хвості і з більш темними цятками на окремих пір'ях, а горло і груди світло-сірі, з кремовими відтінками на боках і на нижній частині. В обох статей очі карі, а ноги світло-рожевого кольору. Дзьоб у самиць рожево-помаранчевий, у самців червоний, а в період спаровування стає яскравішим.

## Спосіб життя
У негніздовий період трапляється у змішаних зграях з астрильдовими і ткачиковими. Живиться насінням трав, яке збирає на землі. Рідше поїдає ягоди, дрібні плоди, квіти, комах.

## Розмноження
Сезон розмноження збігається з завершальною фазою сезону дощів. Гніздовий паразит. Підкладає свої яйця у гнізда астрильдів Uraeginthus granatinus. За сезон самиці відкладають 2-4 яйця. Пташенята вилуплюються приблизно через два тижні після відкладення: вони народжуються сліпими і немічними. Вони мають мітки на сторонах рота і горла, ідентичні тим, як у пташенят астрильдів, внаслідок чого їх не можна відрізнити. Пташенята ростуть разом з пташенятами прийомних птахів, слідуючи їхньому циклу росту. Вони залишають гніздо через три тижні після вилуплення, але незалежними стають до півторамісячного віку. Часто ці пташенята після досягнення зрілості залишаються у зграї своїх прийомних батьків.

## Підвиди
Вид вважається монотиповим, але деякі автори виділяють підвид V. r. woltersi у популяціях південного Мозамбіку.